# 比尔希略·萨帕特罗
比尔希略·萨帕特罗·戈麦斯（西班牙語：Virgilio Zapatero Gómez，1946年6月26日—）是西班牙法学家，政治家。1986年至1993年担任西班牙议会关系大臣。

## 生平
1946年出生于帕伦西亚省西斯内罗斯。毕业于马德里康普顿斯大学法律专业。
1982年至1986年担任议会关系国务秘书，1986年7月至1993年7月出任议会关系大臣。2002年至2010年担任阿尔卡拉大学校长。

## 争议
在2014年曝光的馬德里儲蓄銀行内部“黑卡”案件中，他是涉事的高层人物之一，涉嫌挥霍金额达36000欧元。2017年2月23日，他被判处8个月的监禁。

## 荣誉
- 大十字级卡洛斯三世勋章（1993年）[5]
- 大十字级智者阿方索十世勋章（2007年）[6]